# Робен, Арман
Арман Робен (фр. Armand Robin, 19 января 1912, Плугерневель, Кот-д’Армор — 30 марта 1961, Париж) — французский прозаик, журналист, переводчик и поэт.

## Биография
Восьмой ребёнок в крестьянской семье. Родным языком был бретонский, французский он выучил в школе. В 1929 перебрался в Париж, поступил в Эколь Нормаль. В 1933 году, после восьми дней голодания, был освобождён от военной службы. В 1934 посетил СССР, не принял советских порядков. Во время Второй мировой войны был привлечён к работе на Режим Виши: составлял сводки иностранных радиопередач. C 1944 сотрудничал с прессой Сопротивления. После войны присоединился к Федерации анархистов, в книге «Лживое слово» (1953) проанализировал опыт своей работы на радио. Переводил, вёл цикл радиопередач о поэтах мира, много путешествовал.
При неясных обстоятельствах был арестован полицией (он всегда был с ней в плохих отношениях) и погиб в клинике при полицейской префектуре. Часть им написанного при этом исчезла.

## Творчество
Владел более чем двадцатью языками. Переводил стихи и прозу с китайского (Ду Фу), персидского (Омар Хайям), английского (Шекспир, Китс), немецкого (Готфрид Келлер), итальянского (Монтале, Унгаретти), венгерского (Эндре Ади), польского (Мицкевич), русского (Блок, Маяковский, Есенин, Пастернак, Ремизов).
Многое из написанного Робеном было опубликовано лишь посмертно. Напечатана его переписка с Ж. Сюпервьелем и другими писателями.

## Произведения

### Стихотворения
- Ma vie sans moi (1940, стихи и переводы)
- Poèmes indésirables (1945)
- Le Monde d’une voix (1968)
- Fragments, Gallimard (1992)
- Le cycle du pays natal (2000)

### Проза
- Le Temps qu’il fait (1942, роман)

### Эссе
- La fausse Parole (1953)
- L’homme sans nouvelle (1981)
- Écrits oubliés I (1986)
- Expertise de la fausse parole (1990)